# Sudurpaščim
Sudurpaščim Pradéš (nepálsky सुदूरपश्चिम प्रदेश, anglicky Sudurpashchim Pradesh) je nepálská provincie. Leží v západní části země a hraničí s Indií (státy Uttarpradéš a Uttarákhand) a Čínou (Tibetská autonomní oblast). Má rozlohu 19 539 km² a žije v ní 2,7 milionu obyvatel. Provincie nemá dosud určenou stálou metropoli: úřady sídlí v největším městě Dhángadhí, plánovaný přesun do Godawarí byl odložen kvůli sporu o pozemky.
V roce 2015 byla přijata nová ústava Nepálu, která administrativní dělení země na čtrnáct zón nahradila sedmi federativními provinciemi. Nejzápadnější provincie byla označena pořadovým číslem 7 a v roce 2018 přijala název Sudurpaščim, což znamená „daleký západ“. Leží na území, kde vzniklo ve 13. století království Dótí a součástí Nepálu se stalo roku 1790. Nejpočetnějším etnikem jsou Čhetriové. Provincie je rozdělena na devět okresů. V jejím čele stojí guvernér, provincie má také vlastní vládu a jednokomorový zákonodárný sbor. Hrubý domácí produkt dosahuje v přepočtu 2,8 miliardy amerických dolarů, což je druhé nejnižší číslo z nepálských provincií.
Na území provincie Sudurpaščim se nacházejí národní park Šuklaphanta a národní park Khaptad. Nejvyšší horou je Api Himál se 7132 metry nad mořem. Přes průsmyk Tinkar vede významná obchodní cesta do Tibetu. Nepál si činí nárok na severozápadní výběžek provincie známý pod názvem Kalapani, který se však aktuálně nachází pod správou Indie.